# Oqba Ibn Nafi al-Fihri
Sidi Okba ibn Nafi al Fihri
Oqba Ibn Nafi (en arabe : عقبة بن نافع (ʿOqba ibn Nāfiʿ)), né en 622 (l'année de l'hégire) à La Mecque (actuelle Arabie saoudite), et mort en 683 à Sidi Okba dans la wilaya de Biskra (actuelle Algérie), est un gouverneur et général arabe au service du califat des Rachidoune sous le règne d'Omar, puis plus tard, le califat omeyyade sous les règnes de Muawiya Ier et Yazid Ier. Il est connu pour avoir mené la conquête musulmane du Maghreb à partir de 670. Il est le neveu d'Amr ibn al-As et est souvent surnommé al-Fihri en référence aux Fihrides, un clan lié aux Quraych.

## Biographie
Oqba Ibn Nafi est né au sein du clan des Fihrides de la tribu des Quraych. Il est le neveu d'Amr ibn al-As, lieutenant du calife omeyyade Muawiya Ier et gouverneur de l'Égypte, qu'il accompagne lors des premiers raids. Il conduit un premier raid en Nubie, mais échoue. Dès 642, il participe à l'expédition traversant le désert Libyque et menant à la prise de Barqa, puis de la Tripolitaine (actuelle Libye), en 643 et 644. Les premiers raids musulmans en Ifriqiya (actuelle Tunisie) ont lieu en 647.  
L'avancée de l'expédition est interrompue par la grande discorde qui provoque des guerres civiles dans les différentes communautés musulmanes entre 656 et 661, menant à la création des mouvements chiite et kharijite, mouvements par la suite très actifs dans l'Afrique du Nord. Elle est également ralentie par l'opposition des tribus berbères. 
Oqba commence sa première campagne en occupant le Fezzan en 663, puis l'Ifriqiya, dont le gouvernement lui a été confié par le calife omeyyade en 666. Ces premières incursions musulmanes dans les territoires byzantins d'Afrique n'impliquent pas une occupation permanente, les troupes retournant dans leurs bases égyptiennes. Toutefois, Oqba assurera l'occupation permanente à travers les déserts égyptiens  et la création de postes militaires à intervalles réguliers le long de son itinéraire.
En 670, le calife Muawiya congédie Ibn Hudaydj et nomme Oqba ibn Nafi en tant que commandant en chef des forces arabes de l'Ifriqiya. Partant de Waddan, Oqba entreprend une longue expédition, passant par le Fezzan (Germa) et le sud, à Kawar (Kaouar). Il prend partout soin d’assurer l’autorité de l’Islam. Il construit des mosquées, établit des garnisons et y laisse des missionnaires, puis remonte vers le nord jusque Ghadamès, où il est rejoint par 10 000 cavaliers que lui a envoyés Muawiya pour l’aider dans sa nouvelle mission et plusieurs milliers de Berbères prosélyte de la tribu des Luwata. Il commence par attaquer les dernières places fortes byzantines situées entre Gabès et l’endroit où il avait décidé de créer une base militaire et d’installer le centre politique (miṣr) de sa province. Il entreprend la fondation d’une capitale, qu’il nomme Ḳayrawān, ce qui signifie « camp » ou « arsenal » en Tunisie actuelle.
Il installe le camp dans une plaine, à environ 160 km au sud de l'actuelle Tunis et à 60 km de la côte encore dominée par les Byzantins et loin des montagnes, bastion de la résistance berbère. Ce camp, dans la ligne de confrontation entre Byzantins et Musulmans et utilisé comme base de ses opérations, a rapidement donné naissance à la ville de Kairouan, qui fait actuellement partie de la Tunisie. Avec Kairouan, la première province musulmane d’Afrique du Nord était née. Elle est nommée, Ifriqiya, correspondant , à peu près, à la Tunisie actuelle.
Selon une légende, l’un des soldats d'Oqba est tombé sur une coupe en or enfouie dans le sable. Elle fut reconnue comme ayant disparu de La Mecque quelques années auparavant et quand elle a été extraite du sable, une source est apparue, avec des eaux qui sembleraient provenir de la même source que le puits sacré Zamzam à La Mecque. Cette histoire a conduit Kairouan à devenir un lieu de pèlerinage, puis une ville sainte (« la Mecque du Maghreb ») et la plus importante ville du Maghreb.
À Kairouan, Oqba ordonne la construction du siège du gouvernement et à côté sa grande mosquée, la plus ancienne du Maghreb et un des monuments les plus représentatifs de l'art et de l'architecture musulmane. Ayant ainsi créé une base de départ et doté la nouvelle province d’une capitale, Oqba commence à préparer ses futures opérations, mais il est destitué en 675. Son successeur est Abou al-Mouhajir Dinar. Oqba reprend son poste de commandement en 681, sous le règne du calife Yazid Ier,.

### Mort
En 681, il réalise une expédition, partant de Kairouan, atteignant l'océan Atlantique, et marchant jusqu'au rivières de Drâa et Souss (toutefois, l'étude critique des textes montre que cette expédition n'a pas dû dépasser la vallée du Chelif, et que la mer devant laquelle Oqba prend Dieu à témoin de ne pouvoir avancer au-delà ne serait que la Méditerranée),.
Au retour de cette expédition, il est décapité par le roi berbère koceila dit aksel 
dans les Aurès lors d'une embuscade tendue par une coalition berbère et byzantine, menée par le chef berbère, Koceïla. Il meurt au côté de son principal rival, Abou al-Mouhajir Dinar. À la suite de cette défaite écrasante, ses armées évacuent Kairouan, et se retirent à Barqa, dans l'actuelle Libye. D'après le récit d'Ibn Khaldoun, « ce fut Kahina qui poussa les Berbères de Tehouda à tuer Oqba Ibn Nafi pendant qu’il traversait la plaine qui s’étend au midi de l'Aurès ».
Son tombeau se trouve au centre de l'agglomération de Sidi Okba, à Biskra, en Algérie.

## Référencement